# Адлерська ТЕС
Адлерська ТЕС — теплова електростанція, споруджена у Краснодарському краї Росії в межах підготовки до Олімпіади 2014.
У 2012—2013 році на майданчику станції ввели в експлуатацію два енергоблоки номінальною потужністю по 189 МВт, у кожному з яких дві газові турбіни італійської компанії Ansaldo потужністю по 65 МВт живлять через відповідну кількість котлів-утилізаторів Подольського котельного заводу одну парову турбіну від Калузького турбінного заводу з показником 60 МВт.
Як паливо ТЕС використовує природний газ, постачений по офшорному трубопроводу Джубга – Сочі. За проектом, станція потребує 0,58 млрд м3 блакитного палива на рік.
Для Адлерської ТЕС обрали технологічну схему з використанням повітряного («сухого») охолодження.
Окрім виробництва електроенергії станція також може постачати теплову енергію в обсягах 227 Гкал/год.
Видача продукції відбувається по ЛЕП, розрахованим на роботу під напругою 220 кВ та 110 кВ.